# Grão-duque
Grão-duque (no feminino grã-duquesa) é um título nobiliárquico, usado sobretudo na Europa Central e Europa Oriental, para designar soberanos de estados independentes ou semi-independentes de pequena dimensão (grão-ducados). Na hierarquia da nobreza, os grão-duques são considerados inferiores aos arquiduques, mas superiores aos duques.
No Império Russo, desde quando Ivan, o Terrível foi coroado czar, em 1547, o título passou a ser dado aos seus descendentes da linhagem masculina, que mais tarde se tornariam soberanos do império. As filhas e netas paternas dos soberanos russos, assim como as consortes dos grão-duques russos, eram geralmente chamadas "grã-duquesas". [carece de fontes?]
Atualmente, existe na Europa um único grão-ducado soberano, Luxemburgo, cujo grão-duque é Henrique de Luxemburgo.